# Алгоритъм на Гаус-Нютон
Алгоритъмът на Гаус-Нютон е модификация на метода на Нютон, разработена от Карл Фридрих Гаус за решаване на нелинейни задачи за най-малките квадрати, в които се търси минимума на:
{\displaystyle S(p)=\sum _{i=1}^{m}(f_{i}(p))^{2},}
където са дадени m функции f1, ..., fm на n параметъра p1, ..., pn и m≥n.
Алгоритъмът на Гаус-Нютон е итерационна процедура, при която се започва с избрана начална стойност на вектора p – p0. Следващите приближения pk се получават от:
{\displaystyle p^{k+1}=p^{k}-{\Big (}J_{f}(p^{k})^{\top }J_{f}(p^{k}){\Big )}^{-1}J_{f}(p^{k})^{\top }f(p^{k}),}
където f=(f1, ..., fm), Jf(p) е матрицата на Якоби за f в точка p.
В практическите приложения на метода обратната матрица не се изчислява директно, а се използва:
{\displaystyle p^{k+1}=p^{k}+\delta ^{k},\,}
като δk се изчислява чрез решаване на линейната система:
{\displaystyle J_{f}(p^{k})^{\top }J_{f}(p^{k})\,\delta ^{k}=-J_{f}(p^{k})^{\top }f(p^{k}).}
|  | Тази страница частично или изцяло представлява превод на страницата Gauss-Newton algorithm в Уикипедия на английски. Оригиналният текст, както и този превод, са защитени от Лиценза „Криейтив Комънс – Признание – Споделяне на споделеното“, а за съдържание, създадено преди юни 2009 година – от Лиценза за свободна документация на ГНУ. Прегледайте историята на редакциите на оригиналната страница, както и на преводната страница, за да видите списъка на съавторите. ВАЖНО: Този шаблон се отнася единствено до авторските права върху съдържанието на статията. Добавянето му не отменя изискването да се посочват конкретни източници на твърденията, които да бъдат благонадеждни. |